# Bezirk Kenty
Bezirk Kenty – dawny powiat (Bezirk) kraju koronnego Królestwo Galicji i Lodomerii, funkcjonujący w latach 1854–1867. Siedzibą starostwa było miasteczko Kenty.

## Historia
Bezirk Kenty utworzono w ramach reformy uwłaszczeniowej z okresu Wiosny Ludów (1848–1849), która likwidowała jurysdykcję właściciela ziemskiego nad poddanymi. W Galicji, dominium – jako podstawowa jednostka administracyjna i filar systemu feudalnego straciło rację bytu. Konieczne stało się zatem wprowadzenie nowego systemu administracyjnego, którego zręby powstały w latach 1851–1855. Nowy trójstopniowy podział administracyjny objął 21 cyrkułów (niem. Kreise), 179 małych powiatów (niem. Bezirke) i ponad 6000 gmin (niem. Gemeinde). 
Bezirk Kenty objął obszar o wielkości 4,4 mil², zamieszkany przez 24.653 ludzi i podzielony na 20 gmin katastralnych, w tym miasto Kenty i miasteczko Wilamowice. Wszedł w skład cyrkułu wadowickiego, jako jeden z jego trzynastu powiatów ziemskich. 1 maja 1860 zniesiono cyrkuł wadowicki, a jego cały obszar włączono do cyrkułu krakowskiego.
Po nadaniu Galicji autonomii oraz powołaniu samorządu gminnego i powiatowego w 1865 zlikwidowano cyrkuły (Kreise). Dotychczasowe małe powiaty (Bezirke) w liczbie 179, utrzymały się do 1867 roku, kiedy to w następstwie kolejnej reformy administracyjnej (23 stycznia 1867) zostały zastąpione przez 74 większe powiaty. Obszar zniesionego Bezirk Kenty wszedł wtedy w skład nowo utworzonego powiatu bialskiego.

## Podział administracyjny (1854)
| Lp. | Gmina jednostkowa           | Powierzchnia | Ludność | Powiat w 1867 po zniesieniu |
| --- | --------------------------- | ------------ | ------- | --------------------------- |
| 1   | Kenty (M)                   | 3808         | 3761    | bialski                     |
| 2   | Czaniec                     | 3002         | 1986    | bialski                     |
| 3   | Porąbka                     | 5669         | 1820    | bialski                     |
| 4   | Bulowice z Czańcem Małym    | 3317         | 2313    | bialski                     |
| 5   | Kobiernice                  | 1490         | 944     | bialski                     |
| 6   | Międzybrodzie ad Kobiernice | 2219         | 1004    | bialski                     |
| 7   | Kozy                        | 3654         | 2317    | bialski                     |
| 8   | Bielany                     | 1742         | 794     | bialski                     |
| 9   | Bujaków                     | 1130         | 803     | bialski                     |
| 10  | Hecznarowice                | 1327         | 660     | bialski                     |
| 11  | Łęki                        | 1177         | 574     | bialski                     |
| 12  | Malec                       | 803          | 347     | bialski                     |
| 13  | Nowa Wieś                   | 1284         | 611     | bialski                     |
| 14  | Kańczuga                    | 279          | 368     | bialski                     |
| 15  | Osiek                       | 5019         | 1971    | bialski                     |
| 16  | Pisarzowice                 | 2468         | 1218    | bialski                     |
| 17  | Stara Wieś Dolna            | 800          | 310     | bialski                     |
| 18  | Stara Wieś Górna            | 934          | 469     | bialski                     |
| 19  | Wilamowice (m)              | 1805         | 1703    | bialski                     |
| 20  | Witkowice                   | 1992         | 680     | bialski                     |

Objaśnienie:
(M) = miasto; (m) = miasteczko